# Naples Foot-Ball Club 1910-1911
Questa voce raccoglie le informazioni riguardanti il Naples Foot-Ball Club nelle competizioni ufficiali della stagione 1910-1911.

## Stagione
In questa stagione il Naples contava tre squadre. I nuovi acquisti furono il portiere Koch, Garozzo e Incarnati (ritorni). Dopo le prime amichevoli (tra cui due vittorie contro l'Audace), partecipò al campionato di Terza categoria con altre compagini napoletane (Società Sportiva Napoli, Open Air Sporting Club, Audace, Juventus Sporting Club ed Elios Sporting Club). La squadra napoletana ottenne anche una vittoria di prestigio a Palermo, dove si aggiudicò la Coppa Lipton battendo in finale il Palermo per 2-1. Come nella stagione precedente, i celeste-bleu affrontarono nuovamente il F.B.C. Bari nel campionato meridionale di Seconda Categoria: dopo il pareggio 2-2 in casa dei pugliesi nell'incontro d'andata, i partenopei vinsero la gara di ritorno a Bagnoli per 7-0, guadagnandosi il primato in classifica (con 3 punti, a dispetto del solo punto posseduto dai biancorossi) e la conseguente vittoria della competizione.

La società fu invitata a disputare tale competizione, anche grazie al successo conseguito qualche mese prima, contro l'"Arabik", nave inglese approdata nel porto di Napoli. La gara contro l'equipaggio albionico fu vinta per 3-2 con i gol di McPherson, Michele Scarfoglio e Chaudoir.

Precedentemente la squadra inglese aveva battuto i campioni del Genoa per 3-0 durante una sosta nel porto ligure.

## Divise
| Manica sinistra · Manica sinistra · Maglietta · Maglietta · Manica destra · Manica destra · Pantaloncini · Calzettoni |

## Organigramma societario
Area direttiva
- Presidente:  Amedeo Salsi

Area tecnica
- Allenatore[4]: Emil Steinegger

## Rosa
| N. |                        | Ruolo | Calciatore             |
| -- | ---------------------- | ----- | ---------------------- |
|    | Svizzera (bandiera)    | P     | Fritz Koch I           |
|    | Italia (bandiera)      | D     | Gaetano Del Pezzo      |
|    | Italia (bandiera)      | D     | Carlo Garozzo          |
|    | Scozia (bandiera)      | C     | William Mc Pherson     |
|    | Svizzera (bandiera)    | C     | Emil Steinigger (cap.) |
|    | Inghilterra (bandiera) | C     | William Poths          |
|    | Belgio (bandiera)      | A     | Léon Chaudoir          |
|    | Svizzera (bandiera)    | A     | Karl Koch II           |

| N. |                           | Ruolo | Calciatore         |
| -- | ------------------------- | ----- | ------------------ |
|    | Germania (bandiera)       | A     | Julius Östermann   |
|    | Italia (bandiera)         | A     | Michele Scarfoglio |
|    | Italia (bandiera)         |       | Attilio Bruschini  |
|    | Italia (bandiera)         |       | Luigi Catterina    |
|    | Italia (bandiera)         |       | Augusto Wein       |
|    | Inghilterra (bandiera)    |       | George Little      |
|    | Danimarca (bandiera)      |       | Robert Marin       |
|    | non conosciuta (bandiera) |       | W. R. Shephard     |

## Risultati

### Seconda Categoria

#### Andata[6][7][8]
| Arbitro: | Colombo (Milano) |

|                                       |           |                    |
| De Benedictis 25’ Roth 40 ca.’ (rig.) | Marcatori | 35’ Chaudoir 60’ ? |

#### Ritorno[9]
| Arbitro: | Bayon (Genova) |

|                                                                                        |           |  |
| Chaudoir 18’ Ventura 21’ (aut.) Shephard 32’ Scarfoglio 42’ ? 47’ ? 85’ Steinegger 87’ | Marcatori |  |

### Coppa Lipton

#### Finale
| Palermo 16 aprile 1911 Finale | Palermo | 1 – 2 | Naples |  |